# Neděliště
Neděliště är en ort i Tjeckien. Den ligger i den centrala delen av landet, 100 km öster om huvudstaden Prag. Neděliště ligger 277 meter över havet och antalet invånare är 347.
Terrängen runt Neděliště är platt. Runt Neděliště är det tätbefolkat, med 881 invånare per kvadratkilometer. Närmaste större samhälle är Hradec Králové, 8,2 km söder om Neděliště. Trakten runt Neděliště består till största delen av jordbruksmark.